# Société royale belge des aquarellistes
La Société royale belge des aquarellistes est une association d'artistes peintres aquarellistes fondée en 1856 à Bruxelles sous la présidence de Jean-Baptiste Madou et qui existe jusqu'en 1939.

## Création
Le 11 juin 1856, seize peintres, inspirés par la Royal Watercolour Society créée en 1804, se réunissent à Bruxelles en vue de fonder une société similaire. Jean-Baptiste Madou en est le premier président. Le nombre de ses membres est limité à vingt au départ. En 1870, le nombre de ses membres est porté à quarante.

## Objectifs
Le but principal de l'association est la tenue d'expositions annuelles afin de valoriser l'aquarelle, genre peu valorisé aux Salons triennaux et quelque peu délaissé par le public. Ces expositions se tiennent à l'Hôtel d'Assche (Place des Palais) (1856), à l'Hôtel Arconati-Visconti (Place Royale) (1857), au Palais Ducal (actuellement le palais des Académies) (1859), de même que dans divers lieux à Bruxelles et, à partir de 1880 au nouveau Palais des beaux-arts (actuellement Musées royaux des beaux-arts de Belgique), puis, à partir de 1890, au Musée d'art moderne, et ensuite au Cercle artistique et littéraire. 
Les aquarellistes renommés travaillant à l'étranger sont invités à devenir membres honoraires. La Société invite à chaque exposition un ou plusieurs aquarellistes étrangers et leur octroie l'admission en tant que membre honoraire. Le financement des expositions est assuré par le roi et par le gouvernement, de sorte qu'en 1859, elle dispose d'un capital de 60 605 francs.
Lors de la clôture de chaque exposition, une tombola, dont les lots sont constitués par des aquarelles ou des dessins des exposants, est organisée en faveur des « indigents belges ».

## Membres

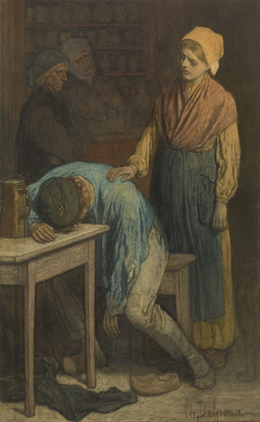
L'ivrogne (1866) de Charles de Groux, membre de la Société.

### Les fondateurs
- Charles Billoin
- François-Antoine Bossuet
- François Charette-Duval
- Paul Clays
- Jacobus Josephus Eeckhout
- Victor Eeckhout
- Théodore Fourmois
- Alexandre Thomas Francia
- Paul Lauters
- Henri Lehon
- Jean-Baptiste Madou
- Willem Roelofs
- Gustave Simonau
- Edwin Toovey
- Edmond Tschaggeny
- Félix Stappaerts[8]

### Le comité en 1884
Lors de son exposition de avril 1884, le comité comprend, notamment, comme membres : Louis Gallait (président d'honneur), Charles Ligny (président), Willem Roelofs, Emile Hoeterickx, Alphonse Pecquereau, Emile Puttaert, Victor Uytterschaut….

### Les présidents
- Jean-Baptiste Madou (1856-1876)
- Joseph Schubert (1876-1879)
- Charles Ligny (1879-1890)
- Albrecht De Vriendt (1890-1900)
- Henry Stacquet (1901-1907)
- Henri Cassiers (1907-1939)
- Albert Pinot (1944-1962)[10].

## Expositions
De 1856 à 1939, la Société organise 75 expositions annuelles.

### Dates des expositions

#### AuXIXesiècle (IàXLI)
|             |                                     |                                                            | |
| Numéro      | Dates                               | Lieu                                                       | Commentaires |
| I           | 15 juillet 1856 - 15 août 1856      | Hôtel d'Assche à Bruxelles                                 | Une centaine d'œuvres sont présentées.                                                                                                   |
| II          | 22 décembre 1857 - 20 janvier 1858  | Hôtel Arconati-Visconti (Place Royale).                    | |
| III         | 3 avril 1859 - 3 mai 1859           | Palais des Académies à Bruxelles                           | Inauguration par le roi Léopold Ier. |
| IV          | 1er avril 1861 - 15 mai 1861        | Palais des Académies à Bruxelles                           | |
| V           | 22 avril 1862 - 6 juin 1862         | Palais des Académies à Bruxelles                           | Inauguration en présence du comte de Flandre et de la duchesse de Brabant.                                                               |
| VI          | 3 janvier 1864 - février 1864       | Maison Lorsent rue de l'Écuyer à Bruxelles                 | |
| VII         | 17 avril 1865 - mai 1865            | À La Baraque Place du Trône à Bruxelles                    | 150 œuvres sont exposées. |
| VIII        | 2 avril 1866 - 20 mai 1866          | À La Baraque Place du Trône à Bruxelles                    | |
| IX          | 12 mai 1867 - 30 juin 1867          | Palais des Académies à Bruxelles                           | |
| X           | 15 septembre 1868 - octobre 1868    | Palais des Académies à Bruxelles                           | Les deux Sociétés britanniques d'aquarellistes sont invitées par le gouvernement.                                                        |
| XI          | 11 mai 1870 - 26 juin 1870          | Grande salle du Jardin botanique                           | |
| XII         | 1er mai 1871 - 10 juin 1871         | Palais des Académies à Bruxelles                           | Inauguration par le roi Léopold II et la reine Marie-Henriette.                                                                          |
| XIII        | 28 avril 1872 - 20 mai 1872         | Palais des Académies à Bruxelles                           | Le roi Léopold II acquiert cinq aquarelles. 67 exposants, dont 36 étrangers.                                                             |
| XIV         | 17 mai 1873 - 22 juin 1873          | Palais des Académies à Bruxelles                           | |
| XV          | 15 mai 1874 - 21 juin 1874          | Palais des Académies à Bruxelles                           | Inauguration par le roi et la reine. |
| XVI         | 15 mai 1875 - 20 juin 1875          | Palais des Académies à Bruxelles                           | Inauguration par le roi et la reine. |
| XVII        | 17 avril 1876 - 1er juin 1876       | Palais des Académies à Bruxelles                           | Inauguration par le roi et la reine. Le roi acquiert sept aquarelles, le comte de Flandre une aquarelle.                                 |
| XVIII       | 30 mars 1877 - 10 mai 1877          | Palais des Académies à Bruxelles                           | Inauguration par le roi et la reine. |
| XIX         | 30 mars 1878 - 30 avril 1878        | Palais des Académies à Bruxelles                           | Inauguration par le roi et la reine. Le roi et le comte de Flandre acquièrent quelques œuvres.                                           |
| XX          | 10 mai 1879 - 30 juin 1879          | Palais des Académies à Bruxelles                           | Inauguration par le roi et la reine. De nombreux envois émanent d'Italiens et de Britanniques.                                           |
| sans numéro | 1er août 1880 - 30 octobre 1880     | Musées royaux des beaux-arts de Belgique à Bruxelles       | Dans le cadre de l'exposition historique de l'art belge (1830-1880).                                                                     |
| XXI         | 16 avril 1881 - 22 mai 1881         | Musées royaux des beaux-arts de Belgique à Bruxelles       | Visite du comte et de la comtesse de Flandre qui acquièrent deux dessins de Victor Uytterschaut.                                         |
| XXII        | 8 avril 1882 - 14 mai 1882          | Musées royaux des beaux-arts de Belgique à Bruxelles.      | |
| XXIII       | 24 mars 1883 - 3 mai 1883           | Musées royaux des beaux-arts de Belgique à Bruxelles.      | Inauguration par le roi et la reine. |
| XXIV        | 12 avril 1884 - 12 mai 1884         | Musées royaux des beaux-arts de Belgique à Bruxelles.      | |
| XXV         | 30 avril 1885 - 31 mai 1885         | Musées royaux des beaux-arts de Belgique à Bruxelles.      | Le roi et la reine inaugurent l'exposition.                                                                                              |
| XXVI        | 24 avril 1886 - 31 mai 1886         | Musées royaux des beaux-arts de Belgique à Bruxelles.      | Le roi et la reine inaugurent l'exposition.                                                                                              |
| XXVII       | 9 avril 1887 - 10 mai 1887          | Musées royaux des beaux-arts de Belgique à Bruxelles.      | 82 exposants (dont 32 Belges présentent 212 numéros.                                                                                     |
| XXVIII      | 24 juin 1888 - 5 août 1888          | Au Cercle artistique et littéraire, Waux-Hall à Bruxelles. | |
| XXIX        | 20 avril 1889 - 1er mai 1889        | Musée ancien à Bruxelles.                                  | 185 œuvres sont exposées, dont 98 étrangères                                                                                             |
| XXX         | 7 décembre 1889 - 12 janvier 1890   | Musée ancien à Bruxelles.                                  | Le roi acquiert plusieurs œuvres, notamment Barques de pêche par Victor Uytterschaut.                                                    |
| XXXI        | 12 décembre 1890 - 11 janvier 1891  | Musée d'art moderne à Bruxelles.                           | |
| XXXII       | 21 novembre 1891 - 31 décembre 1891 | Musée d'art moderne à Bruxelles.                           | Inauguration par le roi, la reine et la princesse Clémentine.                                                                            |
| XXXIII      | 8 décembre 1892 - 13 janvier 1893   | Musée d'art moderne à Bruxelles.                           | |
| XXXIV       | 25 novembre 1893 - 31 décembre 1893 | Musée d'art moderne à Bruxelles.                           | Inauguration par le roi, la reine et la princesse Clémentine.                                                                            |
| XXXV        | 25 novembre 1894 - 30 décembre 1894 | Musée d'art moderne à Bruxelles.                           | Inauguration par le roi, la reine et la princesse Clémentine.                                                                            |
| XXXVI       | 16 novembre 1895 - 29 décembre 1895 | Musée d'art moderne à Bruxelles.                           | Inauguration par le roi et la princesse Clémentine.                                                                                      |
| XXXVII      | 16 novembre 1896 - 22 décembre 1896 | Musée d'art moderne à Bruxelles.                           | Inauguration par le roi et la princesse Clémentine.                                                                                      |
| XXXVIII     | 13 novembre 1897 - 26 décembre 1897 | Musée d'art moderne à Bruxelles.                           | Inauguration par le roi, la reine et la princesse Clémentine.                                                                            |
| XXXIX       | 19 novembre 1898 - 26 décembre 1898 | Musée d'art moderne à Bruxelles.                           | Des artistes de France, Italie, Grande-Bretagne, Allemagne et Pays-Bas sont présents en grand nombre auprès des 31 aquarellistes belges. |
| XL          | 11 novembre 1899 - 4 décembre 1899  | Musée d'art moderne à Bruxelles.                           | Inauguration par le roi et la princesse Clémentine.                                                                                      |
| XLI         | 15 décembre 1900 - 22 février 1901  | Musée d'art moderne à Bruxelles.                           | |

#### AuXXesiècle
1901 (XLII), 1912 (LIII), 1913 (LIV), 1926 (LXII), 1932 (LXVIII),,,.

### Sélection de quelques expositions
La première exposition de la Société a lieu du 15 juillet au 15 août 1856 dans les salons du premier étage de l'hôtel d'Assche, Place des Palais à Bruxelles. Le duc de Brabant la visite. Elle présente une centaine d'œuvres exécutées par des artistes belges et également par des aquarellistes européens. Parmi les exposants belges figurent : François Charette-Duval, Paul Clays, Charles de Groux, Cesare Dell'Acqua, Théodore Fourmois, Alexandre Thomas Francia, Louis-Joseph Ghémar, Paul Lauters, Henri Lehon, Jean-Baptiste Madou, Jean-François Portaels, Gustave Simonau, Willem Roelofs, Edwin Toovey Edmond Tschaggeny. Les artistes étrangers invités, sont - notamment : Andreas Achenbach (Düsseldorf), James Duffield Harding (Londres), Hippolyte Bellangé, Adrien Dauzats, Paul Delaroche, Eugène Lami, Louis-Auguste Lapito, Théodore Valerio et Pierre Justin Ouvrié (France), Johannes Bosboom, Martinus Kuytenbrouwer et Andreas Schelfhout (Pays-Bas), Thomas Shotter Boys, (Grande-Bretagne) et Alexandre Calame (Suisse). L'exposition se clôture par une tombola, où sont vendus 470 billets et dont les lots sont huit dessins réalisés par des membres de la Société,.
En 1889, la Société organise sa trentième exposition. Le roi Albert Ier inaugure la cinquante-deuxième exposition le 25 novembre 1911.